# Novate Milanese
Novate Milanese település Olaszországban, Lombardia régióban, Milánó megyében. Lakosainak száma 19 910 fő (2023. január 1.). Novate Milanese Baranzate, Bollate, Milánó és Cormano községekkel határos.

## Népesség
A település lakossága az elmúlt években az alábbi módon változott:
| Lakosok száma | 20 165 | 20 052 | 20 003 | 19 910 |
|               | 2013   | 2017   | 2018   | 2023   |